# پوشک

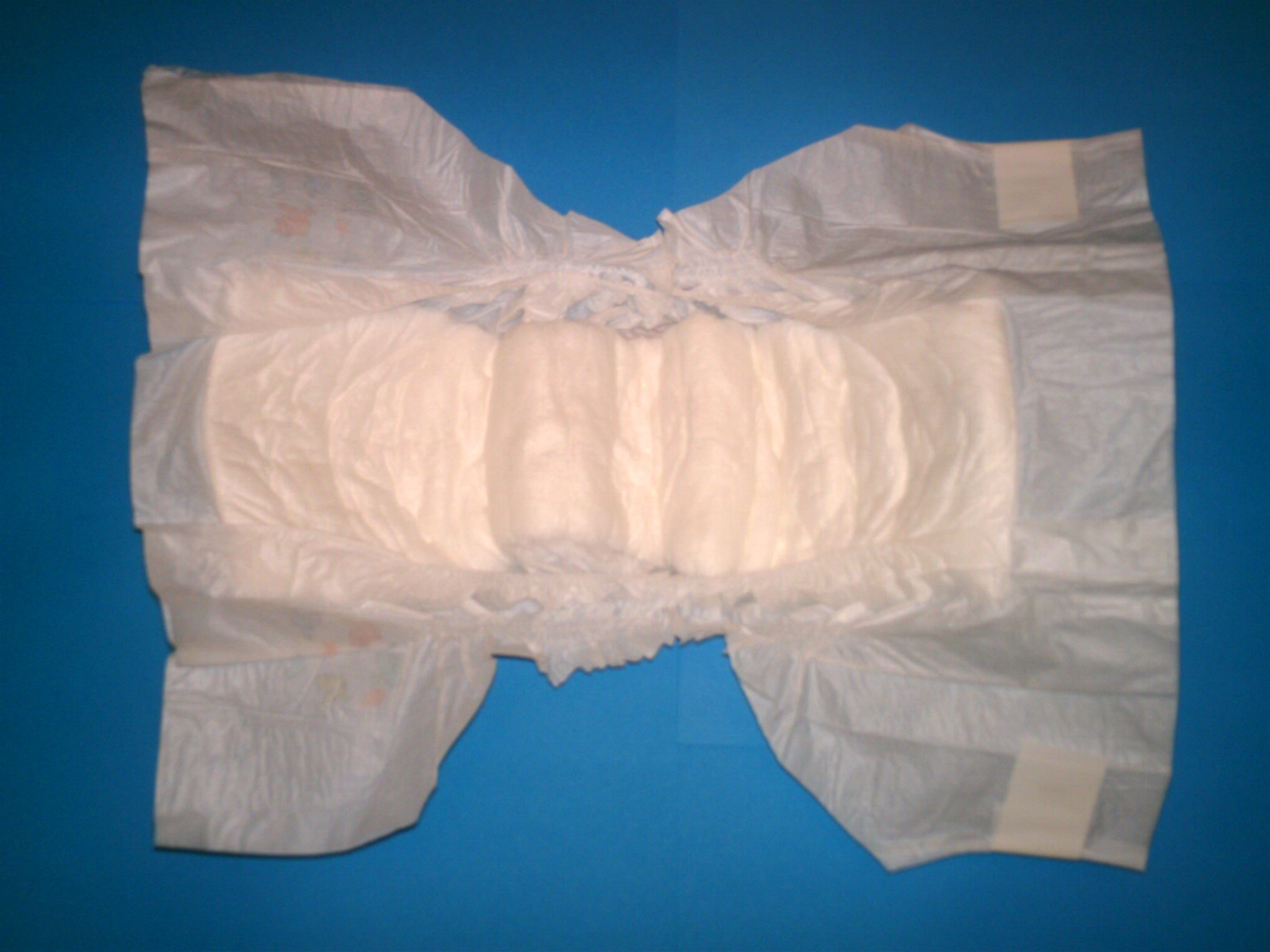
پوشک یک‌بارمصرف نوزاد.

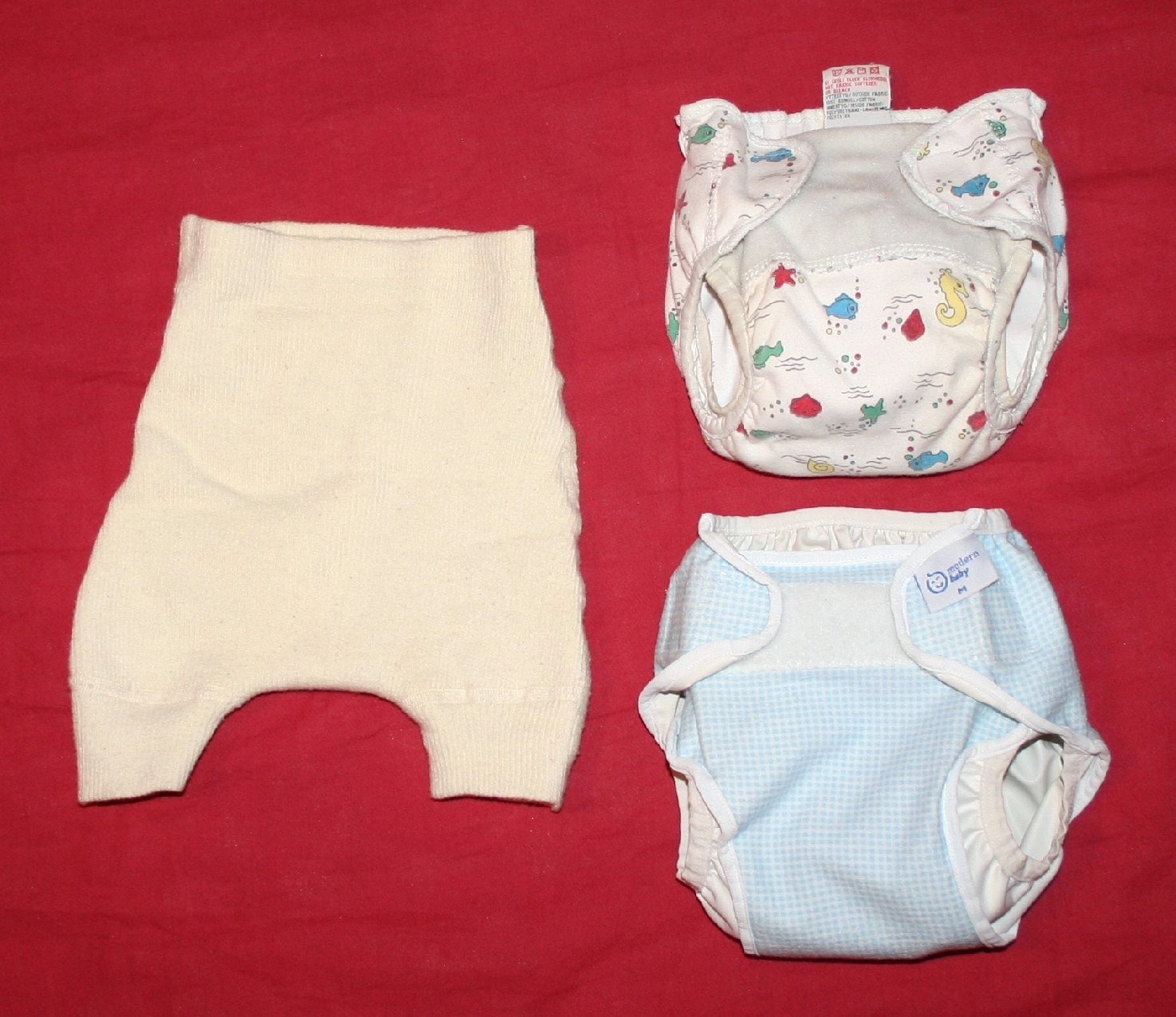
چند نوع پوشک بیرونی.

پوشَک تن‌پوشی است که معمولاً برای کنترل ادرار و مدفوع به کودکان و یا سالمندان می‌پوشانند. این تن‌پوش از پنبه یا الیاف با امکان جذب بالای مایع تولید می‌شود. بیشتر پوشک‌ها یکبار مصرف‌ هستند و گاهی انواعی از آن قابلیت شستشو و استفاده مجدد هم دارند.
به جز نوزادان، سالمندانی که به خاطر کهولت سن یا به دلیل ضعف جسمانی قادر به کنترل ادرار خود نیستند، افراد بیمار یا کسانی که جراحی‌های ویژه‌ای انجام می‌دهند، همچنین افراد دارای معلولیت‌های شدید ذهنی و افرادی که به خاطر شرایط موجود، دسترسی سریع به توالت نداشته باشند، نظیر غواصان و فضانوردان برای اجابت مزاج، به پوشک نیاز دارند. به پوشک‌های مورد استفاده فضانوردان به اصطلاح «وسایل کنترل دفع» گفته می‌شود.
بیشتر کودکان سه تا چهارساله به‌طور معمول در طول روز نیازی به پوشیدن پوشک ندارند اما برخی کودکان دیگر، حتی تا سنین بالاتر نیاز به پوشک دارند. پوشک‌ های جدید یک بار مصرف دارای چسب هستند و به‌ راحتی قابل استفاده هستند. کافی است پوشک را در جای درست قرار داده و چسب‌های آن متصل را کنید. یک نوع دیگر نیز که اصطلاحاً به آن پوشک شورتی گفته می‌شود نیازی به چسب ندارد و مانند لباس زیر پوشیده می‌شود.
پوشک ها انواع مختلفی دارند که بعضی از آنها باعث جای زخم در پاهای کودک میشود و بهتر است از پودر بچه استفاده شود
نحوه عملکرد پوشک با پد بهداشتی پریود بانوان متفاوت است.

## تعویض پوشک
تعویض پوشک باید با دقت و مراقبت انجام شود.
در خانواده ها معمولاً مادران این کار را انجام می‌دهند. 

## تأثیر بر پوست
اگر در هنگام خرید پوشک بچه اصول رعایت نشود و ادرار و مدفوع به موقع پاک نشده و کرم‌های لازم زده نشود، جوش‌ها، کهیرها و التهاب‌هایی بر اثر پوشک کردن نوزادان ایجاد می‌شود که بسیار خطرناک است و موجب ایجاد بیماری‌های عفونی می‌شود.
پس از هر بار کار کردن شکم یا خیس شدن پوشک باید آن را تعویض کرد. استفاده از آب ولرم و حوله تمیز در بین تعویض پوشک و استفاده از روغن یا پودر بچه برای جلوگیری از به وجود آمدن کهیر الزامی است. سوختگی پوشک یا کهیر ناشی از آن اغلب یک تورم قرمز رنگ و دردناک است که ظرف چند روز و پس از شستن با آب گرم و چرب کردن پوست و مدتی استفاده نکردن از پوشک از بین می‌رود. اگر سوختگی پوشک پس از سه روز مراقبت خوب نشد یا بدتر شد، باید با پزشک تماس گرفته‌شود.